# Moritz von Jacobi
Moritz Hermann (Boris Semyonovich) von Jacobi (em russo:  Борис Семёнович (Морис-Герман) Якоби; Potsdam, 21 de setembro de 1801 — São Petersburgo, 10 de março de 1874) foi um engenheiro e físico alemão de origem judaica.
Jacobi trabalhou a maior parte de sua vida na Rússia. Efetuou trabalhos fundamentais para o progresso da eletrotipografia, motores elétricos e telegrafia com fio.

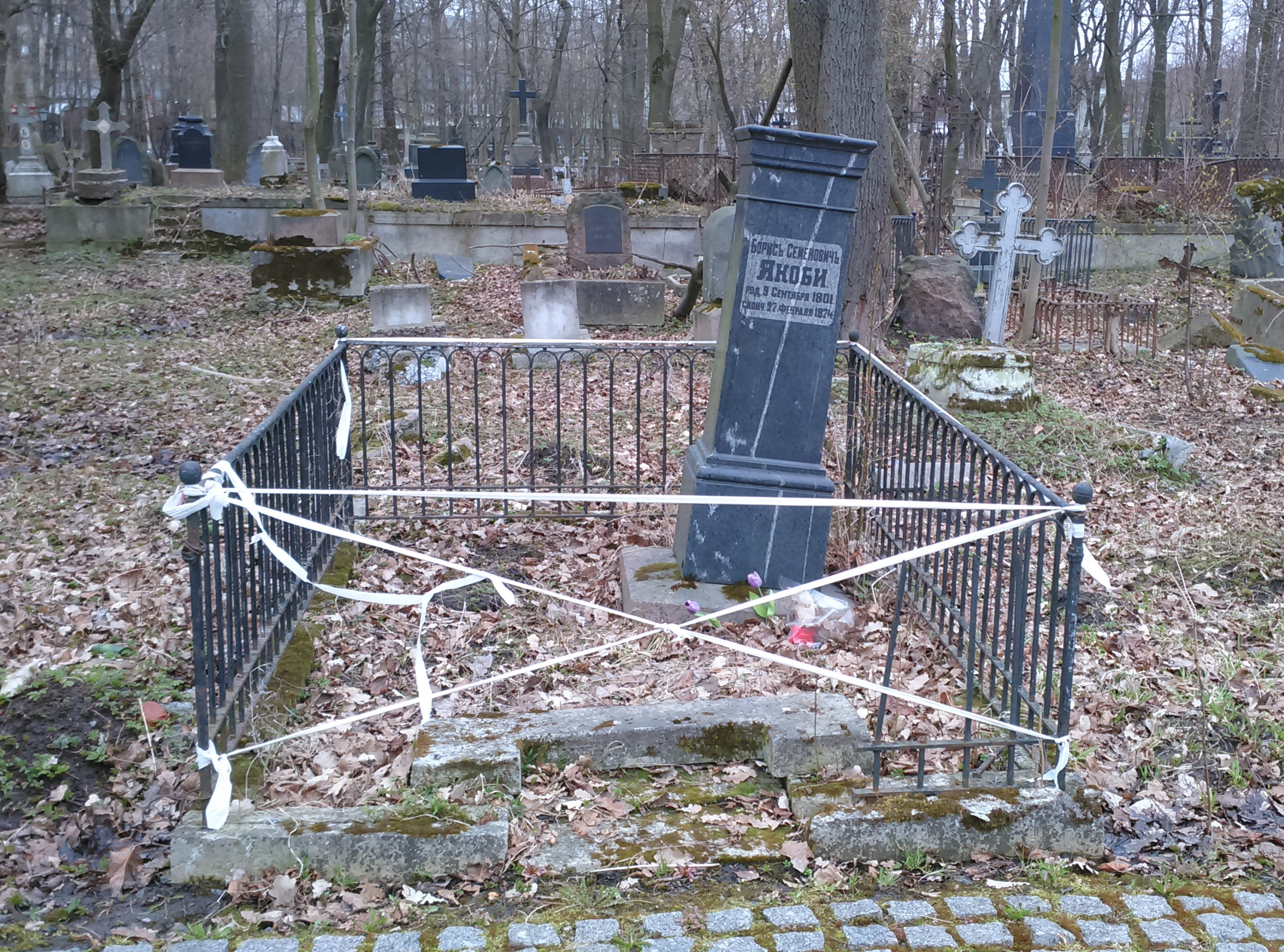
Sepultura de von Jacobi, sua mulher e filhos

## Família
Irmão do matemático Carl Gustav Jakob Jacobi.